# Abram Trigg
Abram Trigg (* 1750 bei Bedford, Colony of Virginia; † nach 1809) war ein britisch-amerikanischer Politiker. Zwischen 1797 und 1809 vertrat er den Bundesstaat Virginia im US-Repräsentantenhaus.

## Werdegang
Abram Trigg war der jüngere Bruder des Kongressabgeordneten John Johns Trigg (1748–1804). Er wurde auf dem Anwesen seines Vaters geboren und erhielt eine akademische Ausbildung. Nach einem anschließenden Jurastudium und seiner Zulassung als Rechtsanwalt begann er im Montgomery County in diesem Beruf zu arbeiten. Er lebte damals auf seinem Wohnsitz Buchanan’s Bottom. In seiner Heimat bekleidete er verschiedene lokale Ämter; unter anderem war er auch als Richter tätig. Trigg nahm im Jahr 1782 als Oberstleutnant der Miliz an der Endphase des Unabhängigkeitskrieges teil. Später wurde er General der Miliz von Virginia. Im Jahr 1788 war er Delegierter auf der Versammlung, auf der der Staat Virginia die Verfassung der Vereinigten Staaten ratifizierte. Ende der 1790er Jahre wurde er Mitglied der von Thomas Jefferson gegründeten Demokratisch-Republikanischen Partei.
Bei den Kongresswahlen des Jahres 1796 wurde Trigg im dritten Wahlbezirk von Virginia in das damals noch in Philadelphia tagende US-Repräsentantenhaus gewählt, wo er am 4. März 1797 die Nachfolge von Francis Preston antrat. Nach fünf Wiederwahlen konnte er bis zum 3. März 1809 sechs Legislaturperioden im Kongress absolvieren. Seit 1803 vertrat er dort als Nachfolger von Matthew Clay den sechsten Distrikt seines Staates. In seine Zeit als Kongressabgeordneter fielen unter anderem der Bezug der neuen Bundeshauptstadt Washington, D.C. im Jahr 1800 und der von Präsident Jefferson im Jahr 1803 getätigte Louisiana Purchase. Im Jahr 1804 wurde der zwölfte Verfassungszusatz ratifiziert.
Nach dem Ende seiner Zeit im US-Repräsentantenhaus verliert sich die Spur von Abram Trigg. Weder sein Sterbedatum noch sein Sterbeort sind überliefert.